# Бортовий комп'ютер Аполлона

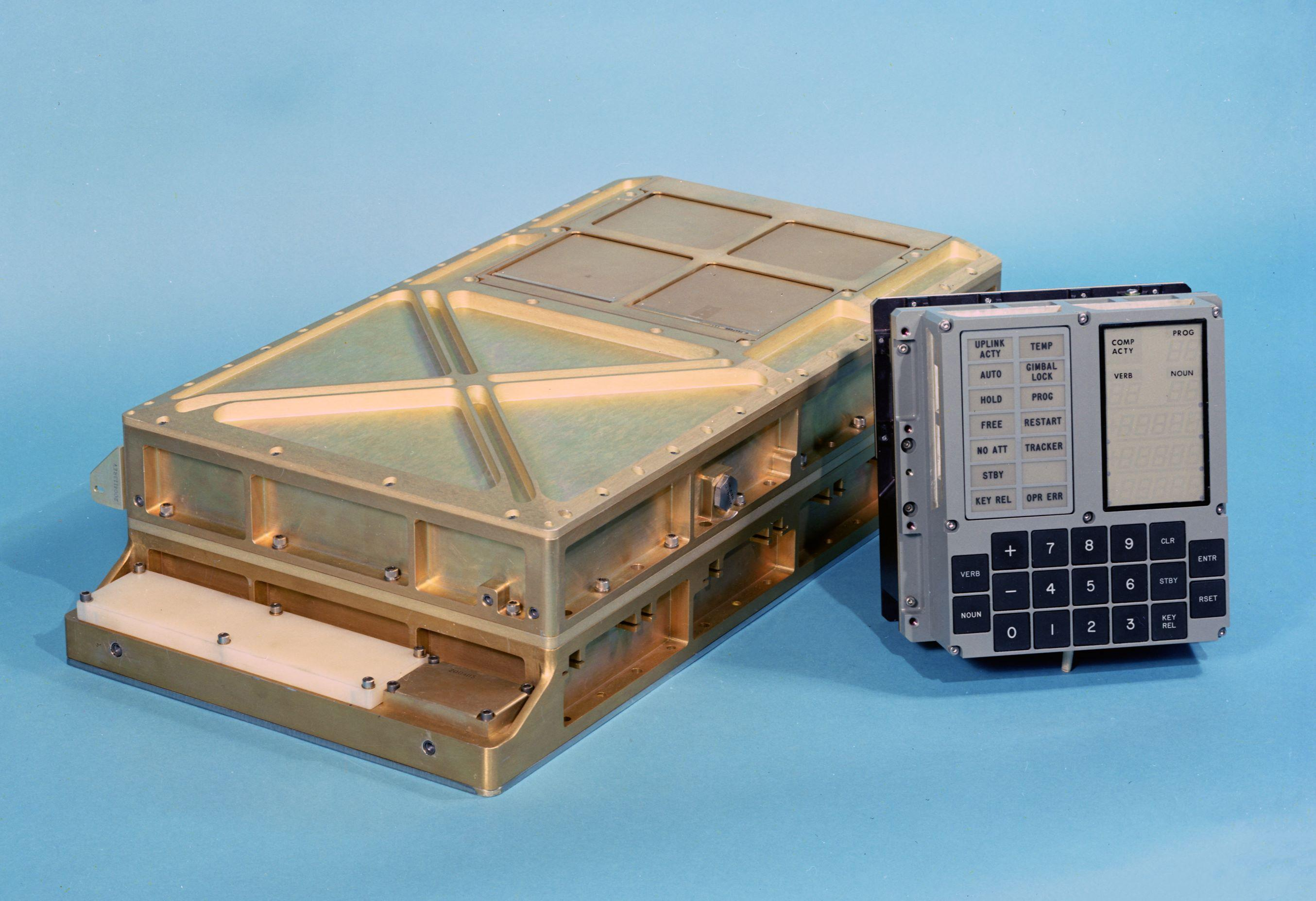
Бортовий керуючий комп'ютер Аполлон з клавіатурою

Бортовий керуючий комп'ютер Аполлона (Apollo Guidance Computer, AGC) виконував обчислювальні операції та контролював рух, навігацію, також керував командним й місячним модулями під час польотів за програмою Аполлон.
Астронавти взаємодіяли з AGS за допомогою цифрового дисплею та цифрової клавіатури, які скорочено називалися DSKY (англ. DiSplay&KeYboard).
AGC був розроблений для програми «Аполлон» на початку 1960-х років в лабораторії пристроїв Массачусетського технологічного інституту. У конструкції комп'ютера вперше були використані мікросхеми.

## Використання
Під час кожного польоту до Місяця за програмою Аполлон (за винятком Аполлон-8, в складі якого не було місячного модуля) на борту командного місячного модуля було по два AGC — один у командному модулі, а другий у місячному. AGC командного модуля був основним обчислювальним засобом системи навігації та керування (GNC), а AGC місячного модуля працював зі своєю власною системою керування, навігації та контролю, яку назвали PGNCS (англ. Primary Guidance, Navigation and Control System — головна система управління, навігацій і контролю).
Також в польотах до Місяця використовувалися два додаткові комп'ютери:
- Цифровий комп'ютер ракети-носія Сатурн[en] (англ. Launch Vehicle Digital Computer, LVDC), розташований в приладовому відсіку ракети-носія Сатурн V.
- Аварійна система наведення[en] (англ. Abort Guidance System, AGS), була розташована на борту місячного модуля на випадок відмови PGNCS. AGS могла використовуватися для зльоту з поверхні Місяця і стикування з командним модулем, але не для посадки.

## Розробка
Керівником розробки AGC був Чарлз Старк Дрейпер , а головним конструктором апаратного забезпечення — Елдон Холл. Початкові вишукування виконували Ленінг Молодший, Альберт Хопкінс, Рамон Алонсо і Хьюг Блейр-Сміт. Серійне виробництво здійснювалося фірмою Raytheon, при цьому в групу розробників був включений її представник, Герб Телєр.

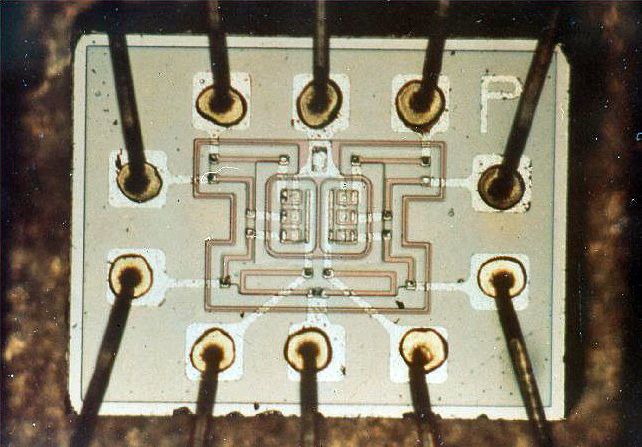
2 елементи АБО-НІ Джерело: NASA

Мікросхеми, вироблені фірмою «Фейрчайлд сємікондактор», працювали на резисторно-транзисторній логіці (використання у процесі розробки мікросхем тільки одного типу надало можливість уникнути проблем, з якими зіткнулися впродовж розробки іншого бортового комп'ютера, призначеного для ракети Мінітмен ІІ, в конструкції якого використовувались діодно-транзисторна логіка і діодно-діодна логіка) та розташовувалися у корпусах типорозміру flat-pack (сплощений позолочений корпус зі стрічковими виводами).
Мікросхеми були з'єднані за допомогою монтажу накруткою з наступною заливкою епоксидним компаундом.
Усі компоненти, використані в пристрої, проходили багаторазове жорстке тестування. До 60% усіх мікросхем, які були вироблені тоді в США, йшло на програму «Аполлон».
Комп'ютер постійно удосконалювався. Так, його перша версія містила 4100 мікросхем, кожна з яких була тривходовим АБО-НІ, а наступна, друга версія, яка використовувалася в пілотованих польотах, містила 2800 мікросхем, кожна з яких об'єднувала два тривходові АБО-НІ.

## Конструкція
Пам'ять комп'ютера складалася з 2048 слів оперативної та 36 К слів постійної пам'яті з лінійною вибіркою на багаторазово прошитих магнітних осердях. Цикл зчитування-запису обох типів пам'яті тривав 11,72 мкс. Довжина слова становила 16 біт: 15 біт даних і 1 біт парності. Формат 16-бітного слова процесора містив у собі 14 біт даних, біт переповнення та біт знаку.

### Інтерфейс дисплея та клавіатури

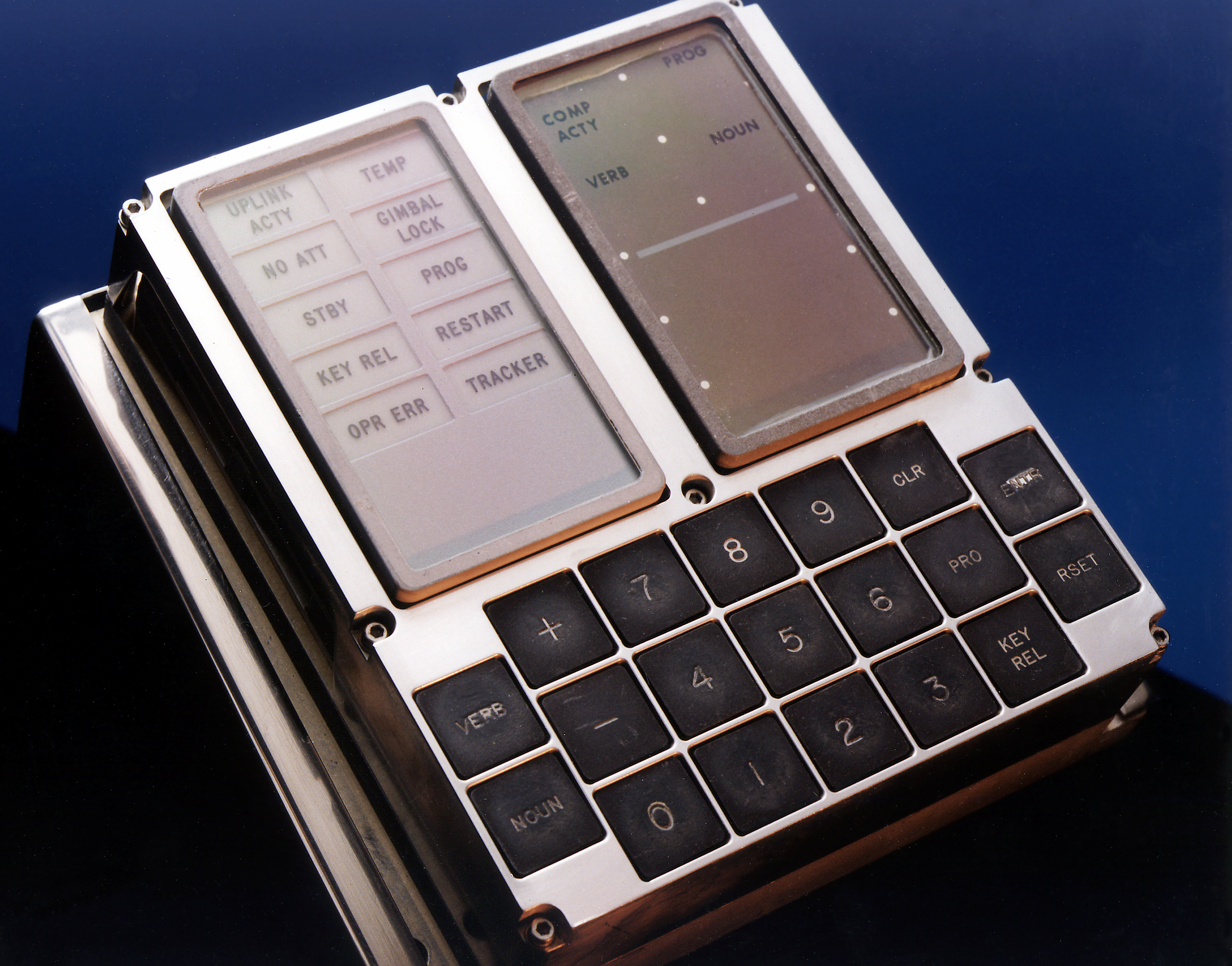
Вид інтерфейсу користувача AGC

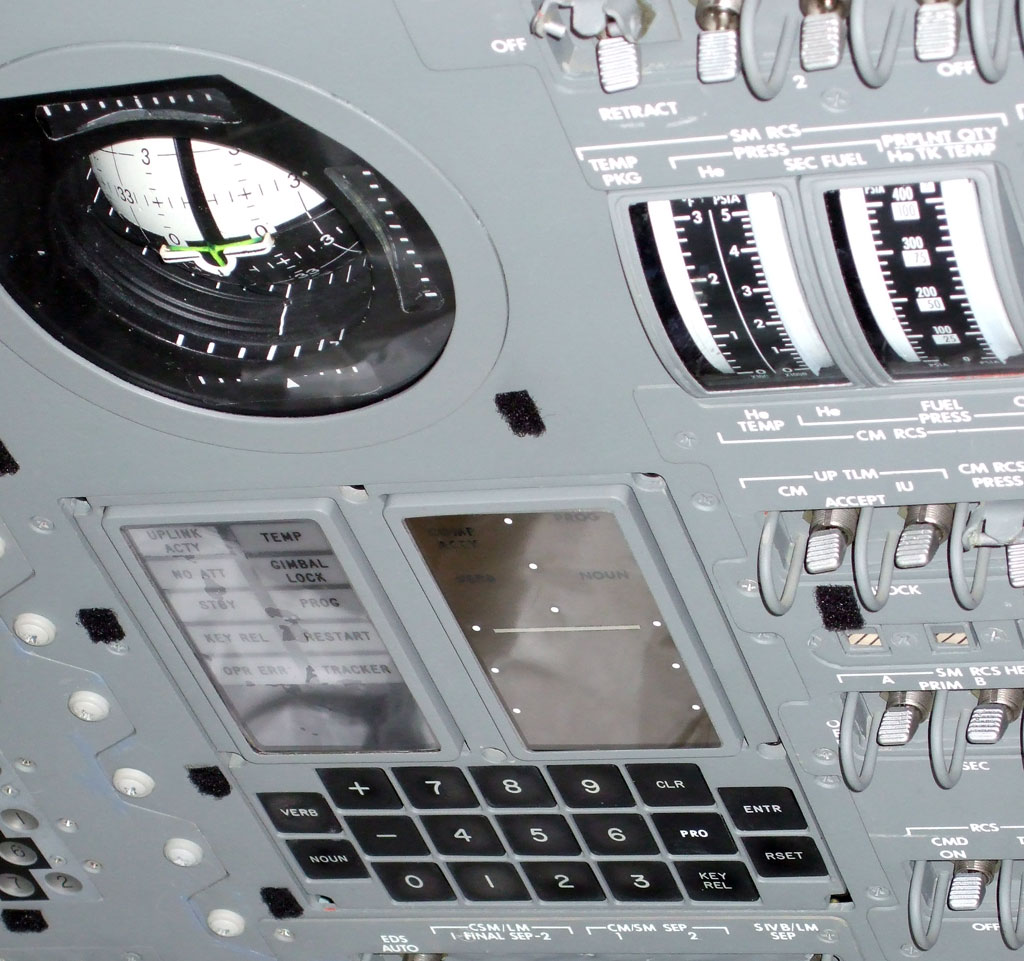
Інтерфейс бортового керуючого комп'ютера КА Аполлон, встановлений в командному модулі. Над інтерфейсом видно індикатор FDAI.

Користувальницький інтерфейс AGC складався з індукованих на панелі 7-сегментних цифр і транспарантів і клавіатури, схожої на клавіатуру калькулятора. Команди вводилися в цифровому режимі як двозначні числа: дія і об'єкт. Дія описувала тип виконуваної операції, а об'єкт визначав дані для роботи.
Цифри зеленого кольору відображались на високовольтних електролюмінісцентних семисегментних індикаторах. Сегменти індикаторів керувались електромеханічними реле, що збільшувало тривалість оновлення дисплею (оновлена версія комп'ютера використовувала швидші елементи — тиристори). На дисплеї мали можливість відображатись одночасно три числа по п'ять цифр у кожному, формат відображення міг бути вісімковим або десятковим, та використовувався для відображення векторів положення космічного апарата або необхідної зміни швидкості (ΔV). Хоч дані зберігались у метричній системі, вони відображались у системі мір, прийнятих у США. Схожий інтерфейс був першим в своєму роді, послужив прототипом для всіх подібних інтерфейсів панелей керування.
Командний модуль мав два інтерфейси, підключені до їхніх AGC. Один розташовувався на головній панелі управління, а другий — у нижньому приладовому відсіку біля секстанта і використовувався для коригування навігаційної платформи. На борту місячного модуля був один AGC. Над інтерфейсом на панелі командира, а також в місячному модулі, був розташований індикатор положення модуля (англ. Flight Director Attitude Indicator, FDAI), також керований AGC.
2009 один з інтерфейсів був проданий на відкритому аукціоні, що проводиться Heritage Auctions, за 50788 доларів.

### Синхронізація по часу
Часові стандарти роботи AGC задавалися кварцовим резонатором з частотою 2,048 МГц. Частота ділилася навпіл, щоб забезпечити AGC чотирифазним джерелом робочої частоти. Частота 1,024 МГц також ділилася навпіл, щоб отримати сигнал з частотою 512 кГц, що називалася основною частотою, що використовувався для синхронізації внутрішніх систем космічного апарата.
Основна частота згодом ділилася блоком масштабування спочатку на п'ять (за допомогою рахункового пристрою з кільцевою схемою) для отримання сигналу з частотою 102,4 кГц. Потім вона ділилася надвоє послідовно розташованими один за одним логічними вентилями: від F1 (51,2 кГц) до F17 (0,78125 Гц). Частота з вентиля F10 (100 Гц) передавалася каналом зворотного зв'язку в AGC для роботи годинника бортового часу й інших постійних лічильників, що працюють на приріст. Частота з вентиля F17 використовувалася для періодичного запуску AGC, коли той перебував у режимі очікування.

### Центральні регістри
Для проведення основних обчислень AGC мав у своєму розпорядженні чотири 16-бітні регістри, що називалися центральними регістрами:
| A :  | Акумулятор, для основних обчислень                                                                                     |
| Z :  | Лічильник команд, що зберігав адреси наступної команди для виконання                                                   |
| Q :  | Залишок при виконанні команди DV (розподіл), і адреса точки повернення після виконання команди TC (безумовний перехід) |
| LP : | Менша частина добутку при виконанні команди MP (множення)                                                              |

В адресному просторі ОЗП чотири адреси (з 20 по 23) називалися «редагуючі» (англ. Editing locations). Дані, записані за трьома адресами, зчитувалися зі зсувом на один біт, а по четвертому зі зсувом вправо на 7 біт — ця операція використовувалася для виділення 7-бітних інтерпретованих команд, які були записані по дві в одне слово. Подібним чином працювали як перша, так і друга модель AGC.